# Нампула
Нампула (на португалски: Nampula) е провинция в Мозамбик. Разположена е в северната част на страната и има широк излаз на Индийския океан. Площта на провинцията е 81 606 квадратни километра и население от 5 483 382 души (по преброяване от август 2017 г.). Столица на провинцията е едноименният град.